# ファミリー!
『ファミリー！』は、渡辺多恵子による日本の漫画。『別冊少女コミック』（小学館）で1981年7月号から1985年9月号まで連載された。

## ストーリー
舞台はアメリカのカリフォルニア州。ロサンゼルスに住んでいるアンダーソン一家のもとに、ある日パパの隠し子と名乗る少年ジョナサンと飼い犬のアダムが現れる。しかも、この少年の母親がパパの元カノだと知り、家族中が大パニック…かと思いきや、家族のほとんどが彼を受け入れてしまう。当然パパはショックで寝込んでしまう。そして、一人納得のいかないフィーは彼に対して敵対心をむき出しにする。

## 登場人物

### アンダーソン一家
ウィルフレッド・アンダーソン
声 - 富山敬
アンダーソン家の大黒柱。37歳。愛称はフレディ。家族思いで、絵に描いたような優しいお父さん。どんな人であろうと、困っているのを放っておけないかなりのお人よし。学生時代にシェレンに一目惚れし、バックにマリアがいたにもかかわらず彼女をデートに誘い、さらには初デートでキスまでしてしまうという大胆な一面がある。なお、その事でマリアに本気で殺されそうになり、以後彼女がトラウマになった。ちなみに彼がシェレンの最初で最後の求婚者。
シェレン・アンダーソン
声 - 高木早苗
アンダーソン家のお母さん。35歳。旧名シェレン・ウィザビー。育ちが良かったためかとんでもない天然で、子供達からも呆れられている。クッキーモンスター（アニメではハッピーモンスター）が好きで、ほぼ1話着ぐるみを着てモンスターのふりをしていたことさえある。学生時代はかなりモテていたため、言い寄ってくる男は大勢いたが、全て姉のマリアに追っ払われていた。
フィー・アンダーソン
声 - 島本須美
活発なアンダーソン家の長女。15歳。この漫画の主人公。考えるより先に体が動く性格で、かなりのお節介焼き。時にそれがトラブルのもととなる。それでもお気楽一家の中ではまともな方。男子顔負けの運動神経の持ち主な上、ボーイッシュなルックスでたびたび男子と間違えられる。また、性格的にも思春期の女の子とは思えないような言動も見られる。しかし、レイフと出会ってからは、たびたび女の子らしい一面を見せるようになる。最初はレイフをただの男友達としか見ていなかったが、次第に彼を異性としての意識するようになる。成績はあまりよろしくなく、スペイン語のテストでD評価を採る場面が見られた。ジョナサンとは折が合わず、たびたび喧嘩をするものの、一家の中では彼と一番仲良し。
ケイ・アンダーソン
声 - 中原茂
アンダーソン家の長男。17歳。気が利く世話焼き役で、妹思いの優しいお兄ちゃん。特に危なっかしいフィーをいつも心配している様子。美人顔で、彼もまた女性と間違われることがある。ホモセクシャルの同性愛者で、ハンサムな男性に目がない。一家で一番恋多き人物で、恋人が毎回のように変わり、そのたびに涙をのむ。かつてレイフもその一人であったが、彼のフィーに対する気持ちを悟り、自分から潔く身を引いた。その後は二人の仲を温かい目で見守っている。
トレーシー・アンダーソン
声 - 松井菜桜子
アンダーソン家の次女。7歳。利発で世渡り上手な上、年の割りに大人顔負けの言い回しをするおませさん。そのせいで、映画監督から主役にスカウトされることもあったが、さすがにジェイには敵わないよう。その性格とは裏腹にお人形さんのような可愛らしい容姿で同級生達にモテる。しかし、トレーシー自身は同世代には興味が無く、どちらかと言えばうんと年上がタイプのよう（フィー曰く「メンクイオジン趣味」）。ケイ同様、無鉄砲な姉のフィーには苦労が絶えない模様。
ジョナサン・アレン
声 - 菅谷政子
眼鏡にそばかすが特徴の赤毛の少年。5歳（作中で6歳になる）。フレディが学生時代に付き合っていたアーニーの子供で、彼の隠し子のふりをして来た。元々はシカゴの大叔父さんの所にいたが、おじさんがアダムを殺そうとしたので、彼の居場所を求めて家を抜け出したが、行く当てもなく、お金も底を着いたので最終手段として隠し子を名乗り他人の家を渡り歩いていた。最初の頃は理屈を並べてばかりで子供らしさに欠けていたが、一家の一員になってからは本来の子供らしい一面を随所に見せるようになる。アーニーと住んでいた頃には、彼女が仕事で家にいることが少なかったようで、家事全般を見事にこなせる。また、留守番や買い物に困らないよう、計算力も身につけた。愛犬アダムのことを大切に思っており、彼を心配して大泣きすることもあった。
アダム
声 - 沢木郁也
ジョナサンの愛犬で無二の親友。毛深い大型犬。それゆえに子供なら背中に乗せられる。第1話ではトレーシーも乗せていた。ジョナサンとは生まれた時から一緒で、深い絆で結ばれている。よく食べるため肥満気味（医者からは飲まず食わずでもひと月もつと言われた）。なぜか人間の女性にばかり恋をする傾向があり、ローラに本気で恋していたこともある。

### 周囲の人々
レイフ・マクギャリー
声 - 難波圭一
フィーのボーイフレンド。もとはケイの恋人で、フィーにゲイを認めさせようという狙いで彼女と一時的に付き合い最終的には二人の関係をめられたが、今度はレイフが彼女に惚れてしまい、結局ケイとは別れてしまった。以後彼女へのアプローチに奔走するも、彼女の鈍感さに日々頭を悩ましている。フィーを上回る運動神経の持ち主で、毎回彼女を負かしている。
ジェイムズ・マクギャリー
レイフの父親。職業は脚本家。愛称はジェイだが、レイフに呼ばれると「父さんと呼べ」と尽かさず言う。かなりの毒舌家で、そのレベルはトレーシーを言い負かすほどである。彼もまたゲイであるため、当初はフィーとの仲を認めたがらなかったが、最終的には認めた様子。また女嫌いで、自宅には決して女性を入れないくらいに徹底している。
リオ
ジェイの恋人。職業はダンサー。昔からマクギャリー家に居候していたため、レイフにとって兄のような存在であり、初恋の人。フィーのことにいち早く気付き、当初から二人の仲を認めていた。
ルイス・ゴールドマン
声 - 吉田理保子
レイフの母親。職業はディレクター。レイフが一歳の時に離婚し、現在はアーサーと再婚しビバリーヒルズで暮らしている。
アーサー・ゴールドマン
ルイスの夫でジェイの親友。職業はディレクター。
ピート
ジョナサンの同級生のガキ大将。短気ですぐに暴力を振るうためみんなから恐れられている。理論で言い負かせてくるジョナサンとは敵対関係だったが、秘密基地の一件以降友達になる。
クラリッサ・ハーウェル
大きなお屋敷に住む上品な老婆。過去にハリーという一人息子を交通事故で亡くし、数年前にも夫に先立たれている。現在はメイドのキャリーと暮らしている。ジョナサンがハリーによく似ているため息子のように可愛がっている。
キャリー
ハーウェルさん家のメイド。そばかすが特徴。常にガムを噛んでいる。メイドにしては態度が悪く毒舌で、ハーウェルさんにも平気で毒を吐く。

### ウィルソン通り幼稚園
リンダ・ブリンクス
ジョナサンの担任。豪快な性格。ボディビルをやっているためか力が強く、過去に園児に怪我を負わせた事があるらしい。
エミリ・ホワイト
ジョナサンのクラスメイト。入園以来誰とも口を利かないほど大人しい性格。しかし、何故だかジョナサンに懐き彼とだけは口を利く。兄弟がみんな歳が離れており、常に一人でいたため人付き合いが苦手だったが、ジョナサンがピートに怪我を負わされた事に怒り大声を出した事がきっかけで友達がたくさんできクラスに溶け込んだ。

### イスタンシア高校
デビー・ジャクソン
声‐富沢美智恵
フィーのクラスメイト。17歳。明るい性格でお調子者。極度の恋愛体質で、恋をすると他の事が考えられなくなる。それゆえ学校もサボりがちとなりこれまで二度落第している。
ジャニス・スチュアート
フィーのクラスに転校してきたプラチナヘアーの美人。元は名門私立校に通っていたが、刃傷沙汰を起こし退学となった。実家は裕福だが、両親は互いに恋人を作っていて仲は冷めきっている。

### 日本
瀬川鞠子
声‐本多知恵子
アンダーソン家にホームステイでやって来た日本人の少女。フィーと同じ15歳。黒髪でおかっぱなのが特徴。初めは英語はあまり上手く話せないため笑ってごまかしていたが、そのせいでフィーを怒らせてしまうこともあった。フィーの事を男だと勘違いしている。
ゲタ男
鞠子と同じくホームステイでやって来た青年。本名は木村祐二。伸ばしっぱなしの髪に下駄が特徴。渡米経験は三度目だが、英語は鞠子よりも片言。日本で鞠子と偶然再会した時は就活のため七三分けにしていた。素顔は割と整った容姿をしている。

### その他
アーニー・アレン
ジョナサンの母親。故人。ジョナサンと同じく赤毛。勝気な性格。フレディとは高校時代付き合っていたがわずか半月で別れた。
マリー
フィーの友達。フィーとは違い今時の女子高生らしい性格。友人の彼氏に熱を上げていた（本人曰く「不倫の恋」）が、ダンスパーティで別の男子に誘われあっさり心変わりした。

## テレビアニメ
1986年10月6日から1987年3月30日まで『Oh!ファミリー』というタイトルでテレビアニメ化された。全26話。日本ではDVD化はされていないが、海外でDVD化されている。放送時間は毎週月曜 19:30 - 20:00 （日本標準時）。
2000年頃には、NHKBS2の『BSアニメ劇場』でも放送されていた。
- 原作 - 渡辺多恵子
- 企画 - 西野聖市（ナック）
- プロデューサー - 江津兵太（テレビ東京）、久岡敬史（ナック）
- 製作担当 - 大嶽敏夫
- シリーズ・ディレクター - 落合正宗
- アニメーションキャラクター・デザイン - 佐々木文雄
- 総作画監督 - 土屋幹夫、小林勝利
- 美術監督 - 小板橋かよ子、長尾仁
- 撮影監督 - 森下成一
- 音楽 - 松井忠重
- 音響監督 - 山崎宏
- 現像 - 東京現像所
- タイトルデザイン - マキ・プロ
- キャスティング協力 - アーツビジョン
- 製作協力 - サンシャインコーポレーション・オブ・ジャパン、IVS音楽出版 ほか
- 製作 - テレビ東京、ナック（KnacK）

## 主題歌
オープニングテーマ - 「カリフォルニア・ドリーミング」
歌 - 橋本潮（コーラス - こおろぎ'73） / 作詞 - 竜真知子 / 作曲 - 根岸孝旨 / 編曲 - 松井忠重
エンディングテーマ - 「サニー・サイド物語（ストーリー）」
歌 - 橋本潮（コーラス - こおろぎ'73） / 作詞 - 竜真知子 / 作曲 - 和泉常寛 / 編曲 - 松井忠重
上記2曲を収録したEPレコードとカセットテープが、日本コロムビアから発売された。その後もCDで何度か復刻されている。

## 各話リスト
| 話数 | 放送日         | サブタイトル                     | 脚本     | （絵コンテ） 演出     | 作画監督 |
| ---- | -------------- | -------------------------------- | -------- | --------------------- | -------- |
| 1    | 1986年 10月6日 | アンダーソン家の人々             | 雪室俊一 | 落合正宗              | 土屋幹夫 |
| 2    | 10月13日       | はじまりの日                     | 伊東恒久 | （遠藤克己） 栗山美秀 | 金子勲   |
| 3    | 10月20日       | LA!めぐり会い                    | 山田隆司 | 殿勝秀樹              | 金子勲   |
| 4    | 10月27日       | アダムとイブ                     | 吉田喜昭 | 棚橋一徳              | 木場田実 |
| 5    | 11月3日        | もうしばらく男友だち             | 大橋志吉 | （遠藤克己） 南波千浪 | 土屋幹夫 |
| 6    | 11月10日       | 二度と恋なんかするもんか         | 雪室俊一 | 落合正宗              | こなか佳 |
| 7    | 11月17日       | 愛しのマリア                     | 雪室俊一 | 殿勝秀樹              | 金子勲   |
| 8    | 11月24日       | トライアングル・ララバイ         | 大橋志吉 | 栗山美秀              | 金子勲   |
| 9    | 12月1日        | ファースト・レディー             | 山田隆司 | 棚橋一徳              | 木場田実 |
| 10   | 12月8日        | 恋するデビー                     | 伊東恒久 | 曽我部孝              | 土屋幹夫 |
| 11   | 12月15日       | 7人目のファミリー                | 吉田喜昭 | 殿勝秀樹              | 金子勲   |
| 12   | 12月22日       | フレンドシップ・メモリーズ       | 雪室俊一 | 落合正宗              | こなか佳 |
| 13   | 12月29日       | パーティ・ドレスはまだ似合わない | 雪室俊一 | 長尾粛                | 南野陽太 |
| 14   | 1987年 1月5日  | センチメンタル・ロード           | 山田隆司 | 棚橋一徳              | 木場田実 |
| 15   | 1月12日        | アダムその日び                   | 雪室俊一 | 殿勝秀樹              | 土屋幹夫 |
| 16   | 1月19日        | 聖母が街にやってくる             | 吉田喜昭 | 浅田裕二              | 小林勝利 |
| 17   | 1月26日        | まっ白なスケッチブック           | 雪室俊一 | 落合正宗              | こなか佳 |
| 18   | 2月2日         | 箱の中のジャック                 | 雪室俊一 | 天海ひろし            | 小林勝利 |
| 19   | 2月9日         | 1/2の幸運                        | 雪室俊一 | 殿勝秀樹              | 土屋幹夫 |
| 20   | 2月16日        | ふくれっつらの女神さま           | 大橋志吉 | 棚橋一徳              | 遠藤晴   |
| 21   | 2月23日        | ハッシャバイ                     | 伊東恒久 | 浅田裕二              | 金子勲   |
| 22   | 3月2日         | 黄昏の魔法使い                   | 雪室俊一 | 落合正宗              | こなか佳 |
| 23   | 3月9日         | もうひとりのマリア               | 山田隆司 | 天海ひろし            | 金子勲   |
| 24   | 3月16日        | パパ大好き！                     | 吉田喜昭 | 殿勝秀樹              | 土屋幹夫 |
| 25   | 3月23日        | ハイヒール・スプリンター         | 伊東恒久 | 矢部秋則              | 金子勲   |
| 26   | 3月30日        | 家族                             | 雪室俊一 | 落合正宗              | こなか佳 |

## 放送局
放送日時は個別に出典が掲示されてあるものを除き、1987年1月中旬 - 2月上旬時点、放送系列は放送当時のものとする。
| 放送地域       | 放送局         | 放送日時                  | 放送系列       | 備考                                           |
| -------------- | -------------- | ------------------------- | -------------- | ---------------------------------------------- |
| 関東広域圏     | テレビ東京     | 月曜 19:30 - 20:00        | テレビ東京系列 | 制作局                                         |
| 愛知県         | テレビ愛知     | 月曜 19:30 - 20:00        | テレビ東京系列 |                                                |
| 大阪府         | テレビ大阪     | 月曜 19:30 - 20:00        | テレビ東京系列 |                                                |
| 岡山県・香川県 | テレビせとうち | 月曜 19:30 - 20:00        | テレビ東京系列 |                                                |
| 北海道         | 北海道テレビ   | 月曜 - 木曜 17:00 - 17:30 | テレビ朝日系列 | 本放送終了後、1987年8月31日 - 10月15日に放送。 |
| 山形県         | 山形テレビ     | 水曜 16:30 - 17:00        | フジテレビ系列 |                                                |